# Slavenkust
De Slavenkust was een gebied van de Nederlandse West-Indische Compagnie (WIC), aan de Baai van Benin, in West-Afrika. De factorijen lagen in het huidige Nigeria, Benin en Togo. Ook werd het eiland Sao Tomé tot het gebied gerekend. Zoals de naam al zegt werden de factorijen bijna alleen gebruikt om mensen aan te kopen voor de slavenhandel in Amerika. De Slavenkust lag ten oosten van de veel grotere Goudkust, waar naast goud ook slaven vandaan gehaald werden.

## Vestingen
Plaatsen waar de WIC factorijen had, waren:
- Appa, 1732 -1736
- Meidorp (Meiborg), periode onbekend
- Agathon, 1717 - ???
- Allada, 1660 - ???
- Aneho, 1731 - 1760
- Annobon, 1641 - ?[1]
- Pattackerie, 1737 - 1748.
- Benin City, 1660 - 1740
- Epe, 1732 - 1755
- Grand-Popo, 1660 - ???
- Jaquim, 1726 - 1734 (Hier was Fort Zeelandia)
- Offra, 1660 - 1691
- Ouidah, 1670 - 1724
- Principe, ca. 1589
- Sao Tomé, 1641 - 1648
- Savi, 1660 - ???

Gouvernementen: Goudkust* · Nederlands Brazilië · Nederlandse Antillen · Nederlands-Guiana (Berbice* · Cayenne · Demerary* · Essequebo* · Pomeroon · Suriname*) · Nieuw-Nederland
Gebieden met een directeur: Maagdeneilanden
Gebieden met een baron: Tobago (geleend aan Cornelis Lampsins)
Factorijen / handelsposten: Arguin · Loango-Angolakust · Senegambia · Slavenkust
Gouvernementen: Amboina* · Banda* · Batavia* · Ceylon · Coromandelkust* · Formosa · Java's Noordoostkust* · Kaapkolonie* · Makassar* · Malakka* · Mauritius · Molukken*
Directoraten: Vestingen in Bengalen · Vestingen in Perzië · Suratte
Commandementen: Bantam* · Malabar · Sumatra's Westkust*
Residenten: Bandjarmasin* · Cheribon* · Palembang* · Pontianak*
Gebieden met een opperhoofd: Birma · Dejima* · Vestingen in Siam · Timor · Tonquin
Factorijen: Vestingen in China
Nederzettingen: Amsterdam eiland (incl. Smeerenburg) · Jan Mayen
Vestingen: Acadia · Fort Nassau · Zoutpannen in Venezuela
*: Gebieden ook in handen van de Bataafse Republiek geweest.